# Rabbit Card
Rabbit Card (тайск. บัตรแรบบิท) — электронная система платежа, карта лояльности, транспортная карта преимущественно в транспортной системе Бангкока. Принадлежит компании Bangkok Smartcard System Company Limited (BSS), входящей в BTS Group Holdings Public Company Limited. Действует под контролем Министерства финансов Таиланда и владеет лицензией оператора электронных платежей.

## История
Карты была запущена в оборот в 2012 году.
К концу 2014 года было выпущено 3,5 млн экземпляров Rabbit. Для увеличения популярности Rabbit была совместно в Aeon разработана программа лояльности.
К концу 2016 года было выпущено почти 10 млн экземпляров Rabbit.
В 2016 году благодаря вхождению компании BSS в число акционеров компании, оперирующей мобильными платежами мессенджера LINE, стала возможна работа по взаимному проникновению технологий двух разных платформ. Сервис мобильных платежей LINE Pay на территории Таиланда стал называться Rabbit LINE Pay.
Однако лишь во второй половине 2018 года стало возможно пополнять Rabbit через сервис rabbit LINE Pay приложение LINE.
К концу 2019 года было выпущено 13 млн экземпляров Rabbit. Количество использований достигло 800 тыс. в день. Пополнить карту можно было в 12 000 пунктах в крупнейших городах страны.
В 2019 году началась разработка приложения для мобильных устройств для пополнения и управления Rabbit, запланирована интеграция с приложениями банков Siam Commercial Bank и Kasikorn Bank.
В начале 2021 года было выпущено приложение My Rabbit для мобильных платформ для управления картой Rabbit.
В 2021 году стало возможно аккаунт Rabbit активировать на некоторых моделях часов Garmin и использовать весь функционал Rabbit применяя часы, а не пластиковую карту.

## Виды карт
В 2024 году существуют три вида карт Rabbit — студенческая, стандартная и пенсионная.

## Использование
С 2019 года Rabbit была признана электронной платежной картой, а не просто картой оплаты проезда, в результате чего стало необходимо персонифицировать уже выпущенные карты, а новые продаются только при предъявлении удостоверения личности или паспорта (для иностранных граждан) в соответствии с законодательством направленным на защиту от отмывания денег.
В 2024 году Стоимость выпуска Rabbit составляет 200 бат, включая 100 бат на балансе кошелька.

### Пополнение
В 2024 году Rabbit можно пополнить в любой кассе BTS, сети McDonald’s и некоторых торговых сетях. Сумма пополнения может быть от 100 до 4000 бат. Пополнение может быть записано в виде баланса электронного кошелька или проездного билета на определенное количество дней на BTS Skytrain.

### Применение

#### В транспорте
Rabbit можно использовать для оплаты проезда на турникетах линий  BTS   BTS . До середины 2021 года на карту можно было записывать блоки поездок, что было выгодно для активных пользователей BTS. С сентября 2021 года все поездки тарифицируются как разовые.
С 2021 года Rabbit можно использовать для проезда на линии  AGT .
С 2022 года Rabbit можно использовать на всех линиях лодок Чао Пхрая Экспресс Бот.
В 2024 году Rabbit можно использовать для оплаты проезда на линии  MRL  и линии  MRL .

#### В других сферах
В 2019 году карта использовалась не только для оплаты проезда на BTS, но и как ключ-карта для доступа студентов в образовательные учреждения (к примеру, Ruamrudee International School), карта доступа на рабочие места сотрудников (к примеру, Sahapat Group Companies), как пропуск в жилые комплексы (к примеру, The Line by Sansiri)..
В 2024 Rabbit может быть использована для оплаты услуг и товаров в некоторых учреждениях общественного питания, развлечений, ухода и т.д.